# Bulharský revoluční ústřední výbor
Bulharský revoluční ústřední výbor (bulharsky Български революционен централен комитет) byl revoluční organizací bulharské emigrace se sídlem v Bukurešti, založen v roce 1869. Hlavním orgánem hnutí byl deník Svoboda, který vydával známý bulharský spisovatel a obrozenec Ljuben Karavelov. 
Mezi vlivné a významné členy tohoto uskupení patřili například Panajot Chitov, Christo Botev, či Vasil Levski. Cílem organizace bylo osvobození Bulharska od nadvlády Osmanské říše (k čemuž nakonec díky ruské intervenci došlo), mělo však být zorganizováno na základě všelidového povstání (program Lj. Karavelova).